# Xenisthmidae
Xenisthmidae é uma família de peixes da subordem Gobioidei.

## Espécies
Existem nove espécies em seis géneros:
- Género Allomicrodesmus
  - Allomicrodesmus dorotheae Schultz, 1966.
- Género Kraemericus
  - Kraemericus smithi Menon & Talwar, 1972.
- Género Paraxenisthmus
  - Paraxenisthmus springeri (nil).
- Género Rotuma
  - Rotuma lewisi Springer, 1988.
- Género Tyson
  - Tyson belos Springer, 1983.
- Género Xenisthmus
  - Xenisthmus africanus Smith, 1958.
  - Xenisthmus balius Gill & Randall, 1994.
  - Xenisthmus clarus (Jordan & Seale, 1906).
  - Xenisthmus polyzonatus (Klunzinger, 1871).